# Torosz edesszai úr
Torosz edesszai úr (örményül: Թորոս; ? – Edessza, 1098. március 9.) örmény előkelő, bizánci tisztségviselő, 1094–1098 között Edessza uralkodója.
A törököket váltotta a település élén, de hatalmát nem sikerült teljesen konszolidálnia, és a törökök is állandó fenyegetést jelentettek Edesszára. Ezért 1098-ban segítségül hívta a városba az első keresztes hadjárattal érkező Boulogne-i Balduint és seregét. A frankok érkezését követően az edesszai polgárok összeesküvést szőttek ellene, és meggyilkolták.

## Élete
Az örmény származású Torosz a bizánci udvar egyik legmagasabb rangú, „kuropalatész” (görögül: κουροπαλάτης) és „dux” (görögül: δούξ) titulusú tisztviselője volt; valószínűleg ezzel is magyarázható, hogy nem az önálló örmény egyház tagja volt, hanem a bizánci államvallást, a görögkeleti kereszténységet gyakorolta. Családjáról keveset tudni, bár Steven Runciman történész többször is megemlíti, hogy Torosz edesszai úr feleségül vette a szintén ortodox keresztény örmény Gábor melitenei úr egyik leányát.
1094-ben az örmény nemes visszafoglalta a korábban egy török törzsfő kezén lévő Edessza városát. Edesszai Máté tudomása szerint Edessza ura I. Maliksáh szeldzsuk szultán testvére, Tutus volt, ő nevezte ki kormányzónak Toroszt a városba. Tutus 1095-ös halála után Torosz megmaradt a település kormányzójának, illetve a szeldzsuk szultán hűbéresének; de hamarosan megkísérelte Edesszát saját uradalmának nyilvánítani. Ebben a fellegvárba beszállásolt török és örmény katonák voltak segítségére, a település nemessége ugyanis tiltakozott Torosz önkényuralma ellen.
Edesszai úrként visszaverte az ortokida–aleppói szövetség támadását 1095-ben, és a kilikiai örmény állam széthullása után is képes volt független maradni. A török helyőrséget kikergette a városból, amelyet így teljes mértékben az ellenőrzése alá vonhatott. Aacheni Albert korabeli krónikája szerint Torosz nagyúr a kormányzásban egy tizenkét fős tanácsra támaszkodott. A bizánci császár bizonyos fokig elismerte uralmának törvényes mivoltát – néhány töredékes felirat arra enged következtetni, hogy Torosz nagyúr a bizánci uralkodó nevében gyakorolta a hatalmat –; a környező török uralkodókat pedig az edesszai nagyúr ügyes politikával játszotta ki egymás ellen. A danismend törökökkel szemben segítségül hívta Alphilag törzsfőt, akit később megöletett; és rövid időre egy al-Farádzs nevű szeldzsuk herceggel is szövetségre lépett.
A folyamatos török támadásoknak azonban sem gazdagságával, sem ravasz külpolitikájával nem tudott huzamosabb ideig ellenállni, ezenfelül erőszakos kormányzási módszerei miatt alattvalói rendszeresen fellázadtak ellene. Az örmény és a muszlim lakosságra egyaránt kivetett magas adók, valamint a nagyúr ortodox vallása – szemben a monofizita örményekkel – tovább fokozták népszerűtlenségét. Emiatt 1098-ban az edesszai nagyúr az első keresztes hadjáratban részt vevő keresztes lovagokhoz folyamodott segítségért. Követek útján a városba hívatta az örményekkel már korábban is rokonszenvező Boulogne-i Balduin frank nemest, Bouillon Gottfried egyik fivérét. Az edesszai uralkodó küldöttjei és a keresztesek 1098. január 1-jén találkoztak Turbesszel várában. Boulogne-i Balduin csak úgy volt hajlandó elfogadni Torosz meghívását, ha a korosodó uralkodó fiává fogadja és örökösének teszi meg. Az edesszai uralkodó eredeti szándékai szerint mindössze zsoldosként fogadta volna fel a kereszteseket; de minthogy nem volt gyermeke és így örököse sem, engedett a frank lovagnak. 1098. február 6-án érkezett meg a keresztes csapat a városba, ahol a lakosság nagy lelkesedéssel fogadta őket. Torosz nagyúr törvényes fiává fogadta Boulogne-i Balduint az örmény hagyományoknak megfelelően: a frank lovag derékig meztelenre vetkőzött, az örökbefogadó apa egy két emberre szabott inget vett magára, amit ráhúzott a lovagra is, és meztelen mellkasukat egymáshoz dörgölték. E szertartással Boulogne-i Balduin hivatalosan is az edesszai uralkodó törvényes fiává lett; a nagyúr felesége is elismerte őt gyermekének.
Torosz nagyúr reményeivel ellentétben a frankok érkezése nem segített helyzetén: a nagyúr csakhamar féltékeny lett Boulogne-i Balduin népszerűségére a lakosság körében, és a hatalmat sem szívesen osztotta meg fogadott fiával.
Röviddel Boulogne-i Balduin megjelenése után a városlakók a vének tanácsának és a tanácsba meghívott örmény fejedelem, Konstantin gargari úrnak a vezetésével összeesküvést szőttek Torosz nagyúr ellen. Nem tisztázott, hogy fogadott fiának volt-e tudomása a készülődő eseményekről, és ha igen, mekkora szerephez jutott bennük: Foucher de Chartres csupán említést tesz a Torosz elleni összeesküvésről, de nem részletezi azt; Aacheni Albert szavai alapján úgy tűnik, a kereszteseket nem vonták be a Torosz elleni szervezkedésbe, sőt, Boulogne-i Balduin vonakodott letaszítani a trónról fogadott apját; és úgyszintén egyedül az edesszai polgároknak tulajdonítja uruk trónfosztását és megölését Vazul edesszai püspök (1143–1169). Edesszai Máté szerint Boulogne-i Balduin aktív részese volt a zendülésnek; ám nem zárható ki, hogy az örmény krónikás vádja a frankokkal szembeni ellenszenvének megnyilvánulása. 1098. március 7-én hirtelen megmozdulásként az uralkodó hivatalnokait elfogatták, majd az összeesküvők a hercegi palota alá vonultak. A katonaság nem állt ki Torosz nagyúr mellett, fogadott gyermeke pedig a megadást tanácsolta neki. Az uralkodó erre azzal a kikötéssel volt hajlandó, hogy szabadon távozhat feleségével Melitene városába az ottani örmény fejedelem udvarába. Annak ellenére, hogy Boulogne-i Balduin kezességet vállalt mostohaapja életéért, a városlakók mégsem hagyták őt elmenni. Mikor a nagyúr ráébredt, hogy tulajdon palotájában tartják fogva, március 9-én az egyik ablakon át próbált megszökni. A város lakosságából összeverődött tömeg azonban elkapta és meglincselte. Levágott fejét lándzsára tűzve hordozták körbe a városban. Vazul edesszai püspök elbeszélésében a nagyúr átadta kincseit a felbőszült polgároknak a szabad elvonulásért cserébe, de a lakosok megkötözték őt, és hiányos öltözetben, egy kötélen leeresztették a városfal mentén – a szöveg sérülése miatt ez a változat nem tárja fel Torosz halálának közvetlen körülményeit.
Edessza koronája a nagyúr fogadott fiára szállt, aki felvette az edesszai grófi címet, létrehozva ezzel az első keresztes államot.